# Château de Carantilly
Le château de Carantilly est une demeure qui se dresse sur le territoire de la commune française de Carantilly, dans le département de la Manche, en région Normandie.
Le château est partiellement protégé aux monuments historiques.

## Localisation
Le château est situé à l'ouest du bourg de Carantilly, dans le département français de la Manche.

## Historique
Le premier seigneur connu de Carantilly est Jean de Soule, également seigneur de Bonfossé, qui accompagna le duc de Normandie Robert Courteheuse à la première croisade en 1096.
Dans la même famille de propriétaires depuis 1660, le château actuel est édifié par Louis Coudreau de Planchoury, pour sa fille Antoinette-Catherine et son gendre, Thomas-Honoré de Mons, à partir d'un manoir plus ancien, en trois campagnes de travaux qui se poursuivent durant tout le XVIIIe siècle. Il est agrandi sous le règne de Louis XVI par Léonor-Honoré de Mons et l'ensemble est terminé avant la Révolution comme en témoigne le plan de propriété dressé en 1796.
Lors de la tempête de 1987, dans la nuit du 16 novembre au 17 novembre, le château, possession de Rodolphe de Mons, est endommagé, et le parc ravagé. Lors de la tempête de 1999, plusieurs arbres furent à leur tour abattus.

## Description

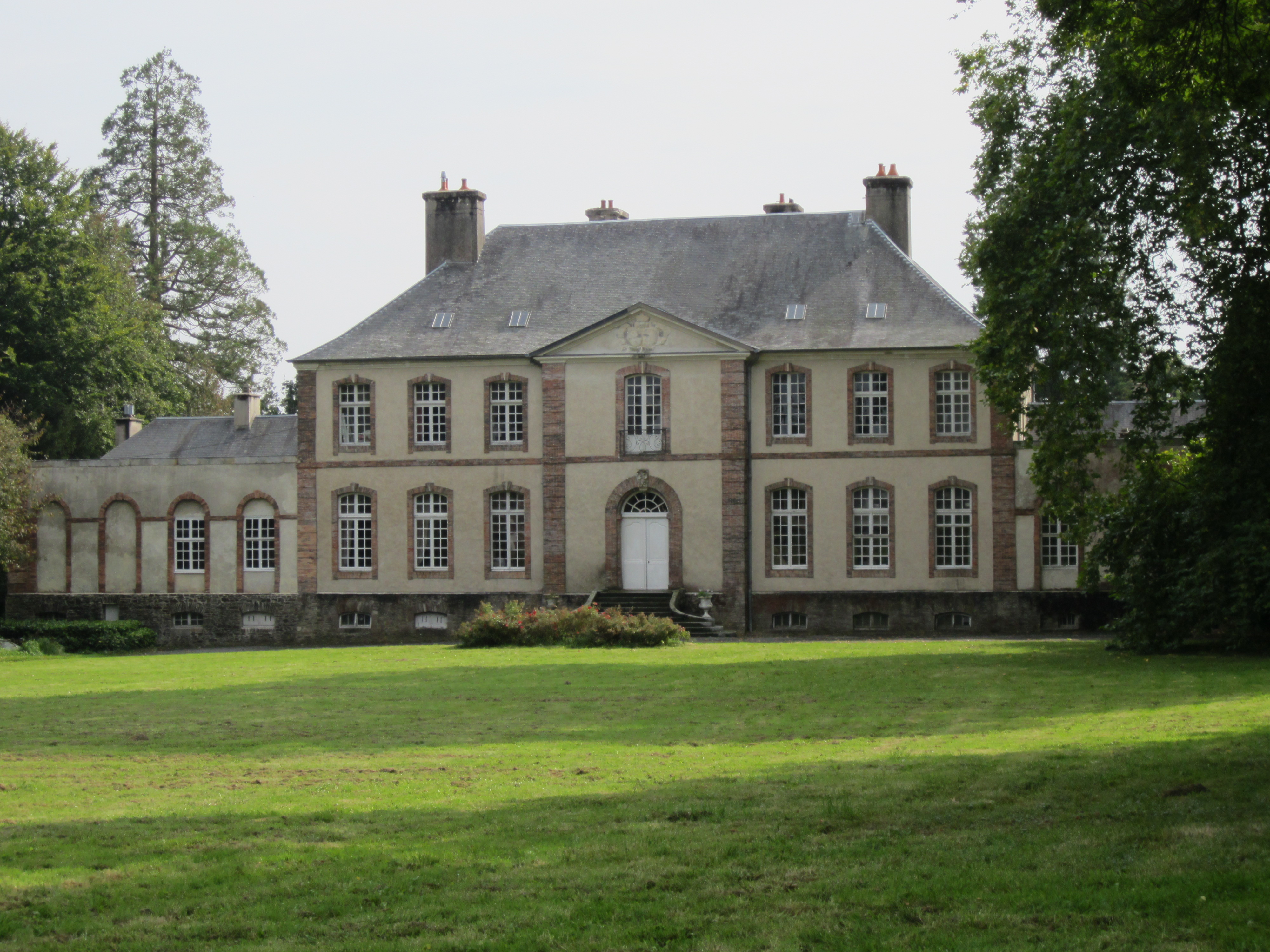
La façade septentrionale.
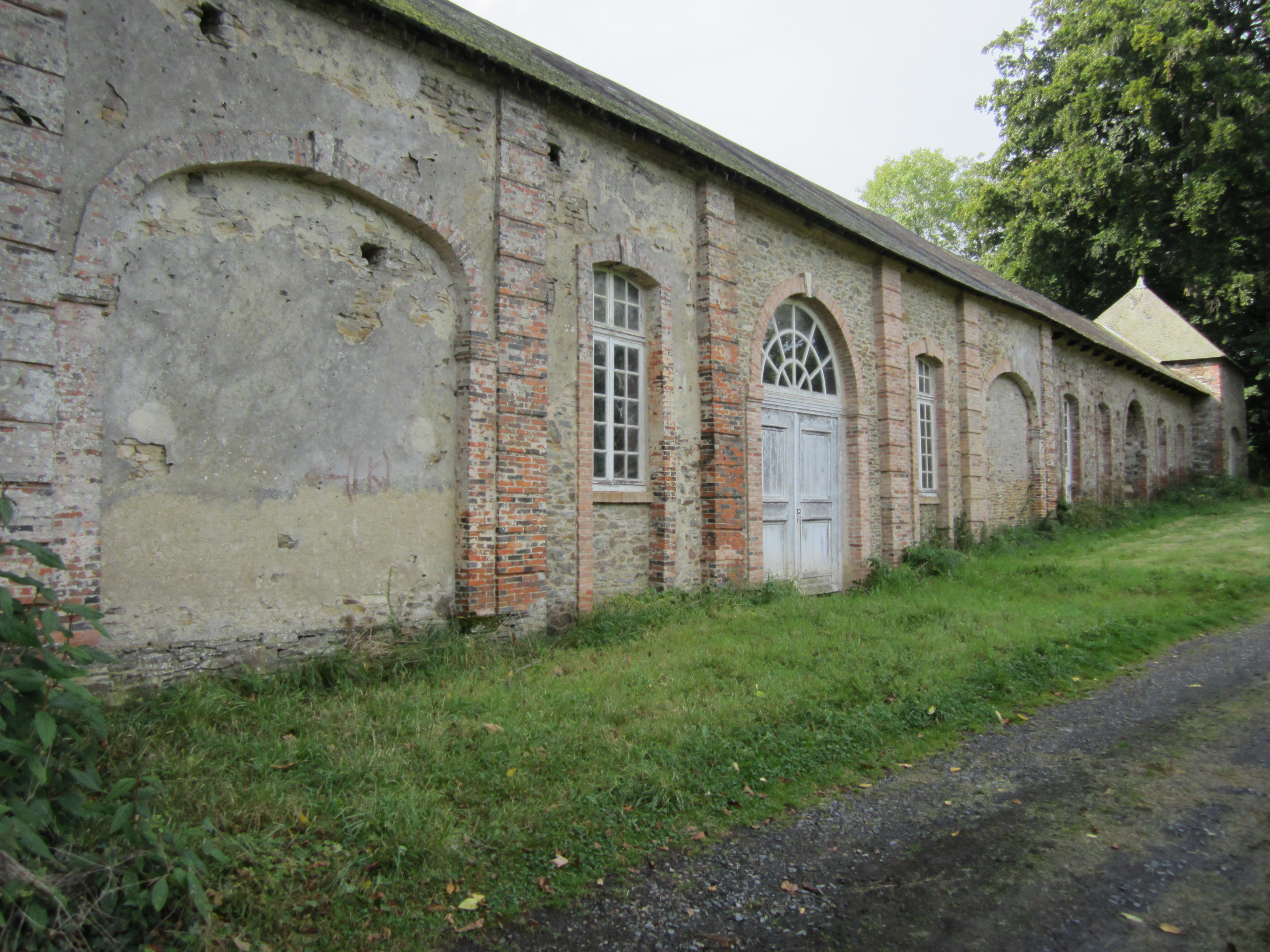
Les écuries.
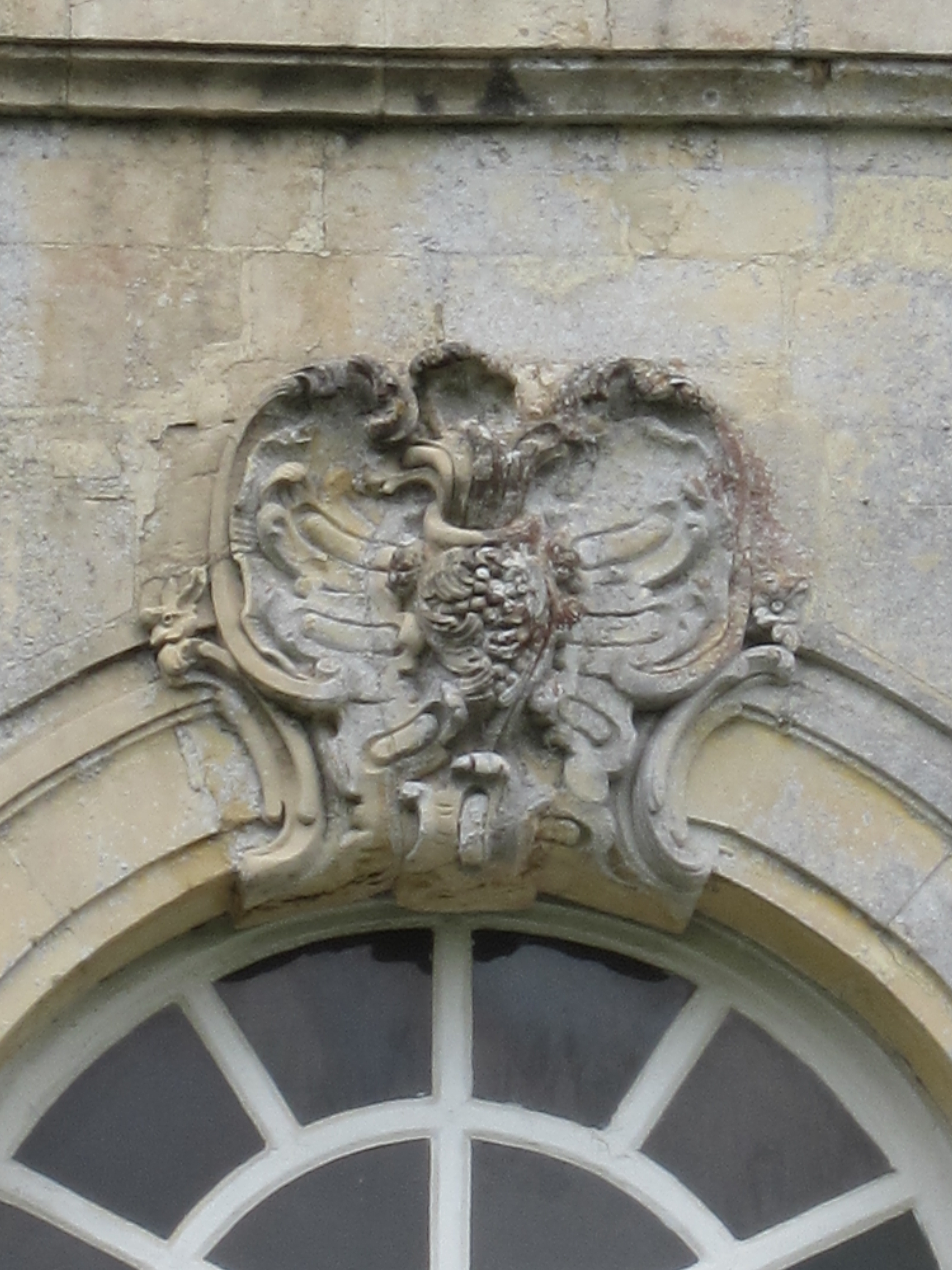
Détail en façade sud.

## Protection aux monuments historiques
Au titre des monuments historiques : 
- les façades sont classées par arrêté du 4 septembre 1978 ;
- les toitures ; les façades et toitures des communs ; l'escalier avec sa rampe en fer forgé ; les pièces suivantes avec leur décor : petit et grand salons, salle à manger, chambre et boudoir au rez-de-chaussée, chambre bleue, deux chambres au sud et une chambre au nord au premier étage sont inscrits par arrêté du 4 septembre 1978 ;
- la ferme et basse-cour : façades et toitures de la maison d'habitation et du chenil, de la grange et de la charretterie, de l'étable, de l'écurie et de la boulangerie, de la maison du régisseur dite maison de l’Étang et du lavoir ; le mur reliant l'écurie à l'étable ; le mur d'entrée reliant la maison d'habitation à la grange ; les murs du potager ; dans la basse-cour : pressoir et son équipement, le mur reliant le pressoir au commun ouest du château ainsi que les façades et toitures de la porcherie sont inscrits par arrêté du 11 septembre 1986.